# Gory Naryntau
Gory Naryntau (ryska: Горы Нарынтау) är en bergskedja i Kirgizistan.   Den ligger i oblastet Naryn Oblusu, i den centrala delen av landet, 240 km sydost om huvudstaden Bisjkek.